# Analavory (Miarinarivo)
Pour les articles homonymes, voir Analavory.
Analavory est une commune rurale située dans la Province de Tananarive, au centre du Madagascar. Elle appartient au district de Miarinarivo.